# بدا (فولكلور)
بُدا (بالجعيزية: ቡዳ)، هو مفهوم في الديانة الشعبية الإثيوبية والإريترية يشير إلى العين الشريرة والقدرة على التحول إلى ضبع. حيث يعتقد العامة بقدرة سحرية تسمى بُدا يمتلكها ويمارسها فئة معينة، كجماعة بيتا إسرائيل أو الحدادين. :20–21وهذا الاعتقاد موجود أيضًا في السودان وتنزانيا وبين الأمازيغ في المغرب. وفي اليمن.
ينتشر الإيمان بالعين الشريرة، أو البُدا، على نطاق واسع في إثيوبيا. وغالبا ما توصف جماعة بيتا إسرائيل، أو اليهود الإثيوبيين، بأنهم يمتلكون بُدا. توصف الطوائف الأخرى مثل الحدادين على أنها تحمل بُدا. والكلمة الأمهرية التي تعني العامل اليدوي، " tabib" ، تستخدم أيضًا للإشارة إلى "الشخص ذو العين الشريرة". :49ويعتقد أن القوة الشريرة المزعومة عند الtabib تكون على مستوى مماثل لمستوى السحرة.
يرتبط انتشار البُدا المزعوم بين الغرباء بالاعتقاد التقليدي بأن لعنات العين الشريرة متجذرة في الحسد. وبالتالي فإن أولئك الذين يُزعم أنهم يمتلكون قوة البُدا قد يفعلون ذلك بسبب الأرواح الخبيثة. وكشفت دراسة أن المعتقد السائد أنهم "مدعومون بروح شريرة". يصف الباحث نيال فينيران (Niall Finneran) كيف أن "فكرة الإبداع السحري تدعم تصور الحرفيين في إثيوبيا وفي السياق الأفريقي الأوسع. وفي كثير من الحالات، تم اكتساب هذه المهارات في الأصل من مصدر أساسي للشر عبر النسب الأبوي، بوصفها صفقة شيطانية." تسمح قوة العين الشريرة لحاملها بالتحول إلى ضبع، ليهاجم الآخرين مع إخفاء هويته البشرية.
بعض المسيحيين الإثيوبيين والإريتريين يحملون تميمة أو تعويذة، تعرف باسم الكتاب ، أو تستحضر اسم الله، لدرء الآثار السيئة للبُدا. يقوم المُعالِج الديبارتا، وهو إما كاهن أو شخص عادي متعلم يمارس الطب التقليدي وأحيانًا السحر، يقوم بصنع هذه التمائم أو التعويذات الواقية.

يتدخل الكهنة الأرثوذكس الإثيوبيون لطرد الأرواح الشريرة نيابة عن أولئك الذين يُعتقد أنهم مصابون بالشياطين أو البُدا. يتم إحضار هؤلاء الأشخاص إلى الكنيسة أو اجتماع الصلاة. يربط الباحث أمسالو جيليتا (Amsalu Geleta)، في دراسة حالة حديثة، بين العناصر المشتركة في طقوس طرد الأرواح الشريرة المسيحية الإثيوبية، قائلاً:
تشمل طقوس الرقية أداء أناشيد تمجيد وأغاني انتصار، وتلاوة الكتاب المقدس، والصلاة، ومواجهة الروح باسم يسوع. الحوار مع الروح هو جزء آخر مهم في مراسم الرقية. يساعد ذلك المستشار (الراقي) على معرفة كيفية تأثير الروح في حياة المصاب بالشياطين. العلامات والأحداث التي يذكرها الروح تتم تأكيدها بواسطة المصاب بعد العلاج.
لا تنجح الرقية دائما، وقد رصد الباحث جيليتا حالة فشلت فيها الأساليب العادية، ويبدو أن الشياطين غادرت المصاب في وقت لاحق. على أية حال، "في جميع الحالات، يأمر الراقي الروح المتلبسة للشخص مستعيناً باسم يسوع فقط".

## أنظر أيضا
- زار